# Benjamin Gavanon
Benjamin Gavanon est un footballeur français, né le 9 août 1980 à Marseille (Bouches-du-Rhône).
Son frère, Jérémy, est gardien de but professionnel.

## Biographie
Originaire de Saint-Louis dans le quinzième arrondissement de Marseille, Benjamin Gavanon supporte l'Olympique de Marseille durant son enfance. Licencié dans le club de Septèmes, il est repéré par l'OM lors d'une opposition entre les deux clubs. 
Benjamin Gavanon, élève de la section sport-études du collège Grande Bastide, signe à l'Olympique de Marseille à l'âge de 14 ans. Quelques années plus tard, il est lancé dans le grand bain par Rolland Courbis mais ne parviendra jamais vraiment à s'imposer. En janvier 2003, il est prêté à Nottingham Forest (D1 anglaise) mais ne parvient pas à gagner une place de titulaire au sein d'une équipe qui enchaîne alors les bons résultats. 
De retour à Marseille durant l'été 2003, il est décidé à saisir la moindre opportunité. Après un essai concluant, il obtient la résiliation de son contrat par l'OM et signe deux ans avec l'AS Nancy-Lorraine. Grâce à sa technique, sa disponibilité et la simplicité de son jeu, il devient rapidement un joueur incontournable du milieu de terrain nancéien. Les dirigeants lui proposent de prolonger son séjour en Lorraine et Benjamin Gavanon s'engage jusqu'en 2007. 
Le retour en L1 est délicat. Benjamin Gavanon perd sa place mais continue de travailler dur à l'entraînement. Il simplifie alors son jeu et le porte plus vers l'avant ce qui lui permet de réintégrer le onze de départ et de réussir une bonne deuxième partie de saison 2005/2006.
En 2006/2007 il réalise une très belle saison devenant le meilleur buteur (8 buts) du club.
Il a largement amélioré ses coups de pied arrêtés, servant à plusieurs reprises ses coéquipiers sur un plateau notamment Sébastien Puygrenier à 6 reprises lui permettant de devenir co-meilleur passeur du championnat de France avec 8 passes décisives.
Il inscrit aussi 8 buts dont 4 pénaltys. Mais il marque aussi deux coups francs face à Marseille et contre Sedan se logeant en pleine lucarne. Il devient titulaire et meneur indiscutable de l'ASNL.
Lors de la saison 2007-2008, il marque 2 buts, les 2 sur penalty (contre Marseille et Le Mans) et délivre de nombreux corners et coups francs souvent dangereux. L'ASNL marque d'ailleurs une grande partie de ses buts sur coups de pied arrêtés, la plupart étant tirés par Gavanon.
Le 31 août 2009, il est prêté pour une saison au club de Sochaux.
Il y jouera 29 matchs, 2081 minutes pour un but et une passe décisive.
Il signe un contrat de trois ans début juillet 2011, en faveur de l'Amiens SC promu en Ligue  2. 
Le 29 février 2012, il signe un contrat de 2 ans plus 1 année en option en faveur de Shenzhen Ruby en Ligue Jia (D2 chinoise). Il reste deux saisons en Chine, inscrivant 11 buts en 56 matches. En novembre 2013, il est libéré de son contrat. 
En juin 2014, il rejoint le club de l'US Endoume Marseille. 

## Carrière
| Saison      | Club                   | Pays | Championnat  | Championnat | Championnat | Coupe de la Ligue | Coupe de la Ligue | Coupe de France | Coupe de France | Coupe d'Europe | Coupe d'Europe | Coupe d'Europe |
| Saison      | Club                   | Pays | Division     | Matchs      | Buts        | Matchs            | Buts              | Matchs          | Buts            | Type           | Matchs         | Buts           |
| ----------- | ---------------------- | ---- | ------------ | ----------- | ----------- | ----------------- | ----------------- | --------------- | --------------- | -------------- | -------------- | -------------- |
| 1999 - 2000 | Olympique de Marseille |      | Division 1   | -           | -           | -                 | -                 | -               | -               | C1             | 1              | 0              |
| 2000 - 2001 | Olympique de Marseille |      | Division 1   | 1           | 0           | -                 | -                 | -               | -               | -              | -              | -              |
| 2001 - 2002 | Olympique de Marseille |      | Division 1   | -           | -           | -                 | -                 | -               | -               | -              | -              | -              |
| 2002 - 2003 | Olympique de Marseille |      | Ligue 1      | -           | -           | 1                 | 0                 | -               | -               | -              | -              | -              |
| 2003 - 2003 | Nottingham Forest      |      | Division One | -           | -           | -                 | -                 | -               | -               | -              | -              | -              |
| 2003 - 2004 | AS Nancy-Lorraine      |      | Ligue 2      | 35          | 1           | 2                 | 0                 | 1               | 0               | -              | -              | -              |
| 2004 - 2005 | AS Nancy-Lorraine      |      | Ligue 2      | 36          | 1           | -                 | -                 | 3               | 0               | -              | -              | -              |
| 2005 - 2006 | AS Nancy-Lorraine      |      | Ligue 1      | 28          | 0           | 5                 | 0                 | 1               | 0               | -              | -              | -              |
| 2006 - 2007 | AS Nancy-Lorraine      |      | Ligue 1      | 36          | 8           | 3                 | 0                 | 1               | 0               | C3             | 5              | 0              |
| 2007 - 2008 | AS Nancy-Lorraine      |      | Ligue 1      | 36          | 2           | -                 | -                 | 1               | 0               | -              | -              | -              |
| 2008 - 2009 | AS Nancy-Lorraine      |      | Ligue 1      | 30          | 2           | -                 | -                 | 1               | 0               | C3             | 4              | 1              |
| 2009 - 2010 | AS Nancy-Lorraine      |      | Ligue 1      | 2           | 0           | -                 | -                 | -               | -               | -              | -              | -              |
| 2009 - 2010 | FC Sochaux             |      | Ligue 1      | 27          | 1           | 1                 | 0                 | 1               | 0               | -              | -              | -              |
| 2010 - 2011 | AS Nancy-Lorraine      |      | Ligue 1      | 23          | 0           | 1                 | 0                 | 2               | 0               | -              | -              | -              |
| 2011 - 2012 | Amiens SC              |      | Ligue 2      | 19          | 2           | 1                 | 2                 | 2               | -               | -              | -              | -              |

## Palmarès
- AS Nancy-Lorraine
  - Coupe de la Ligue : 2006
  - Champion de France de Ligue 2 : 2005